# Hakka marshi
Hakka marshi är en spindelart som först beskrevs av Peckham, Peckham 1903.  Hakka marshi ingår i släktet Hakka och familjen hoppspindlar. Inga underarter finns listade i Catalogue of Life.